# You can’t kill the Boogeyman
You can't kill the Boogeyman är ett album med det svenska punkbandet Cortex, utgivet 1986. Skivan är inspelad och producerad av Per Göbel i Studio Lane. Detta var Cortex andra album, men spelades in med en helt annan sättning än den som gjorde Spinal Injuries.

## Låtlista
1. Arkham
2. Animal Man
3. Sex Trap
4. Shark Boys Die Hard
5. Trouble Commin' Every Day
6. Jazz't Like That
7. You Just Can't Kill the Boogeyman
8. Tears in the Rain
9. Rest in Pieces
10. Criminal Code
11. Wheels on Glory

## Medverkande
Cortex
- Freddie Wadling - sång, bas
- Anna-Lena Karlsson - sång, cello
- Annika von Hausswolff - sång
- Pontus Lidgard - gitarr, sång
- Ola Andersson - gitarr
- Uno Wall

Övriga
- Henryk Lipp - klaviatur
- Johan Söderberg - marimba
- Gomer Explench - saxofon
- Per Göbel - klaviatur